# Talara coccinea
Talara coccinea är en fjärilsart som beskrevs av Butler 1877. Talara coccinea ingår i släktet Talara och familjen björnspinnare. Inga underarter finns listade i Catalogue of Life.